# Municipio de Greenfield (condado de Erie)
El municipio de Greenfield (en inglés: Greenfield Township) es un municipio ubicado en el condado de Erie en el estado estadounidense de Pensilvania. En el año 2000 tenía una población de 1.909 habitantes y una densidad poblacional de 22 personas por km².

## Geografía
El municipio de Greenfield se encuentra ubicado en las coordenadas 42°08′00″N 79°49′59″O / 42.13333, -79.83306.

## Demografía
Según la Oficina del Censo en 2000 los ingresos medios por hogar en la localidad eran de $44,922 y los ingresos medios por familia eran de $50,352. Los hombres tenían unos ingresos medios de $33,750 frente a los $24,400 para las mujeres. La renta per cápita de la localidad era de $17,569. Alrededor del 5,3% de la población estaba por debajo del umbral de pobreza.